# Carex bella
Carex bella är en halvgräsart som beskrevs av Liberty Hyde Bailey. Carex bella ingår i släktet starrar, och familjen halvgräs. Inga underarter finns listade i Catalogue of Life.